# Estnische Badmintonmeisterschaft 1966
Die Estnische Badmintonmeisterschaft 1966 fand in Tallinn statt. Es war die 2. Austragung der Titelkämpfe.

## Medaillengewinner
| Disziplin    | Gold                            | Silber                                | Bronze                                     |
| ------------ | ------------------------------- | ------------------------------------- | ------------------------------------------ |
| Herreneinzel | Jüri Tarto, Tallinn             | Jaak Nuuter, Tallinn                  | Raivo Kristianson, Tallinn                 |
| Dameneinzel  | Reet Valgmaa, Tartu             | Tiina Gens, Tartu                     | Ene Karolin, Tallinn                       |
| Herrendoppel | Ülo Nurges Jaak Nuuter, Tallinn | Jüri Tarto Raivo Kristianson, Tallinn | Toomas Sander Heino Aunin, Tallinn / Tartu |
| Damendoppel  | Reet Valgmaa Tiina Gens, Tartu  | Ene Karolin Krista Sander, Tallinn    | Anne Klinker Vaike Sestverk, Tallinn       |
| Mixed        | Heino Aunin Reet Valgmaa, Tartu | Toomas Sander Krista Sander, Tallinn  | Jüri Tarto Piia Talvik, Tallinn            |